# Halesa andinaria
Halesa andinaria là một loài bướm đêm trong họ Geometridae.